# Manuel Stiefler
Manuel Stiefler (Bayreuth, 25 luglio 1988) è un calciatore tedesco, centrocampista dell'Unterhaching.